# M1號潛艇
M1號潛艇（英文： HMS M1），所屬英國，是皇家海軍在一戰末期建造的4艘M級潛艇之一，且她為該級旗艦。1918年4月完工。1925年11月與民用船隻相撞後沉沒。

## 性能配置

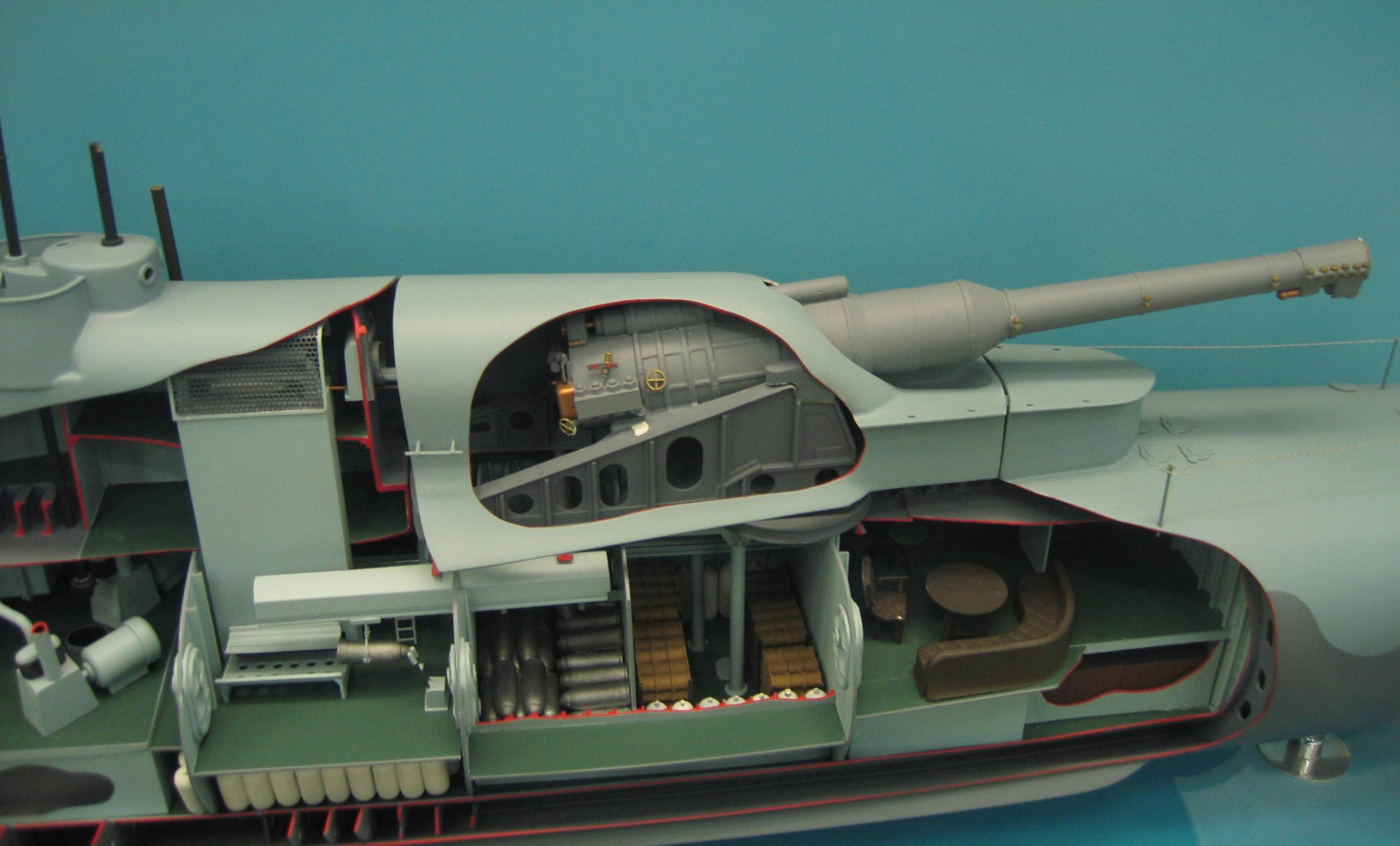
305毫米主炮的內部結構。

英國開發出偽裝商船的艦艇偷襲U艇的戰術，並因為戰術的成功，海軍部認為「當潛艇在水面上時，就要以火力將其擊敗」，便催生出M級的構思。用途類似巡洋潛艇。作為其構思的首艦，配備當然要符合海軍部的期待，於是在艦艏裝備一門阿姆斯特朗305毫米/40艦炮Mark IX，並成為其特色。至於為何增強火炮，而不是魚雷，海軍部的回答是：“目前在 915 公尺之外，尚無戰艦被魚雷擊中致沉的案例。” 
回到艦炮，雖然這門火砲的有效射程為13.7公里，但可以藉由潛望鏡，在水下進行射擊，即只有炮管抬出水面，艦體依舊在水下，攻其不備。回應海軍部要求「發射主砲對其造成致命傷害」。可是，艦炮只能左右旋轉7.5度，所以一旦角度錯了，整艘船都要轉，效率奇差。

## 服役歷程
M1在維克斯的巴羅發內斯造船廠建造，並於1916年7月開工，1917年7月下水，1918年4月完工。此時一戰已到末期，德國海軍寥寥無幾。等凡爾賽條約簽訂，更別想見到假想敵了。因此，M1不怎麼活躍於海上，經常被放置於各港口。
1922年華盛頓海軍條約簽訂，將主炮口徑大於203毫米的軍艦，定義為主力艦。M級從原本的「潛艇」，忽然變成「主力艦」，且該條約對於各國主力艦數量，有嚴格限制，於是乎本級去留的問題被放大，好在M1因為在一戰結束前便已完工，倖免於難，可M2、M3與M4就沒如此的好運，拆的拆，改的改。
1923年，推測是放置太久，炮口滲水，使得開炮時炮口受損。
1925年初，據傳M1參與春季演習，攻擊胡德號，使其癱瘓，此乃M1罕見的戰果。11月12日，M1於英吉利海峽參與演習，與瑞典商船相撞，艦上炮管應聲脫落，艦體快速進水、凹陷，最後沉沒於70公尺深的海底，以全軍覆沒結束了她波瀾壯闊，又一事無成的一生。

## 後續影響
由於是主炮脫落導致M1的沉沒，使得海軍部認為：「這主炮不僅不好用，還會導致事故。」於是乎，他們攤開設計圖，開始M2與M3的改造計畫；前者變成「航空潛艦」，後者變成「布雷艇」。

## 註解
1. ↑  《凡爾賽條約》第181及190條規定：不得擁有潛艇
2. ↑  1999年，考古學家因內斯·麥卡特尼（英语：Innes McCartney）在水下73公尺發現其殘骸，日後，BBC參觀殘骸並拍攝紀錄片，於2000年3月播出。沉船處被歸類為「受保護地方」

## 資料來源
1. ↑  Brown 2003，第131頁.
2. ↑  Martin H. Brice. . Outline Publications. 1984-01-01. ISBN 978-0946784004.
3. ↑  D.K. Brown. . Naval Institute Press. 2010-10-30. ISBN 978-1848320857.
4. ↑  Tall & Kemp 1996，第59頁.
5. ↑  克利咕咕兰. . BILIBILI.   [2023-02-19]. （原始内容存档于2023-02-19）.
6. ↑  .   [2023-03-04]. （原始内容存档于2019-06-12）.